# Mehadrin
Das hebräische oder aramäische Wort mehadrin (מהדרין), Plural von mehader (מהדר), bedeutet deutsch „gewissenhaft“, „ausgeschmückt“, „verschönert“ (von hadar (הדר), deutsch „Pracht“) und bezeichnet im Judentum eine Befolgung der Religionsgesetze, die über das strikt Notwendige oder Vorgeschriebene hinausgeht.

## Chanukka
Der Begriff wird im Talmud für einen Brauch beim Entzünden der Kerzen während des acht Tage dauernden jüdischen Lichterfestes Chanukka verwendet, nach dem die besonders Gewissenhaften statt einer Kerze pro Tag und Haushalt, eine Kerze für jede Person des Haushalts anzünden. Eine weitere, als mehadrin-min–ha’mehadrin (מהדרין מן המהדרין) bezeichnete Steigerung erfuhr der Brauch dadurch, dass die Anzahl der Kerzen jeden Tag erhöht wurde, was sich später als Norm durchgesetzt hat.

## Koscher-Zertifizierung

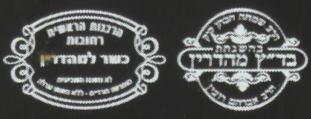
Mehadrin-Koscherzertifikat

Der Begriff mehadrin wird heute – besonders in Israel – vornehmlich bei der Koscher-Zertifizierung verwendet und bezeichnet einen – nicht näher definierten, einer strikten Auslegung der jüdischen Religionsgesetze folgenden – Kaschrut-Standard.

## Autobusse

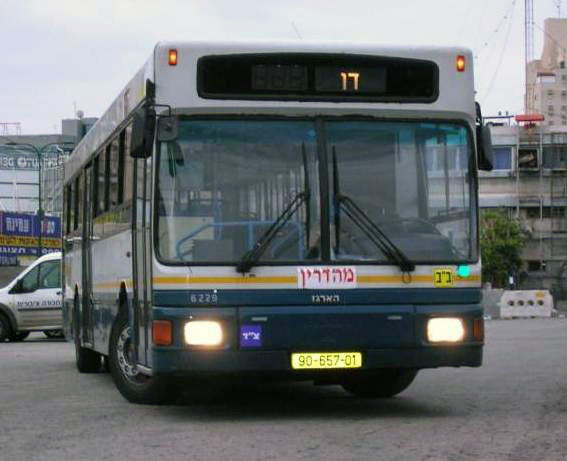
Mehadrin-Bus

Bekannt wurde der Begriff im Zusammenhang mit Autobussen in Israel, in denen eine Geschlechtertrennung vorgeschrieben war. Sie wurden als „Mehadrin-Linien“ bezeichnet und haben international für Schlagzeilen gesorgt. Im Januar 2011 wurden sie vom Obersten Gericht Israels verboten.